# Shakedown (Motorsport)
Ein Shakedown ist im Rallyesport das Abfahren einer von der Rallyeleitung festgelegten Wertungsprüfung vor dem Start der eigentlichen Rallye. Ein Shakedown ist in etwa mit dem Warm-up vor einem Formel-1-Grand-Prix zu vergleichen.
Die Fahrer sind dabei bereits nahezu mit Renngeschwindigkeit unterwegs und dürfen die Strecke in einem bestimmten Zeitfenster beliebig oft abfahren, um das Fahrzeug auf die Strecke abzustimmen.
In der Regel findet ein Shakedown einen Tag vor dem Start der ersten Wertungsprüfung einer Etappe statt. Im Gegensatz zu einem Formel-1-Qualifying ist der Ausgang eines Shakedowns jedoch unbedeutend für die Startaufstellung.